# Andelnans
Andelnans är en kommun i departementet Territoire de Belfort i regionen Bourgogne-Franche-Comté i östra Frankrike. Kommunen ligger i kantonen Danjoutin som tillhör arrondissementet Belfort. År 2022 hade Andelnans 1 123 invånare.

## Befolkningsutveckling
Antalet invånare i kommunen Andelnans
| Referens: INSEE |